# 애스턴 (버밍엄)
애스턴(Aston)은 영국 버밍엄 내륙에 위치한 지역 이름이다. 센트렐 버밍엄의 북동쪽에 바로 위치한 애스턴은 메트로폴리탄 권한 내의 선거구를 구성하고 있다. 버밍엄 시티 센터에서 약 1.5마일 떨어져 있다.